# 浦郷町 (横須賀市)
浦郷町（うらごうちょう）は、神奈川県横須賀市の地名。現行行政地名は浦郷町一丁目から浦郷町五丁目。住居表示は未実施。

## 地理
横須賀市の北部に位置し、南に船越町、西に追浜東町、北に夏島町と接している。

### 地価
住宅地の地価は、2023年（令和5年）1月1日の公示地価によれば、浦郷町3丁目28番18の地点で9万4500円/m2となっている。

## 世帯数と人口
2023年（令和5年）4月1日現在（横須賀市発表）の世帯数と人口は以下の通りである。なお、五丁目の人口は0人のため、省略とする。
| 丁目         | 世帯数    | 人口    |
| ------------ | --------- | ------- |
| 浦郷町一丁目 | 453世帯   | 936人   |
| 浦郷町二丁目 | 436世帯   | 856人   |
| 浦郷町三丁目 | 398世帯   | 691人   |
| 浦郷町四丁目 | 479世帯   | 1,029人 |
| 計           | 1,766世帯 | 3,512人 |

### 人口の変遷
国勢調査による人口の推移。
| 年                 | 人口  |
| ------------------ | ----- |
| 1995年（平成7年）  | 4,287 |
| 2000年（平成12年） | 3,914 |
| 2005年（平成17年） | 3,610 |
| 2010年（平成22年） | 3,172 |
| 2015年（平成27年） | 3,332 |
| 2020年（令和2年）  | 3,463 |

### 世帯数の変遷
国勢調査による世帯数の推移。
| 年                 | 世帯数 |
| ------------------ | ------ |
| 1995年（平成7年）  | 1,812  |
| 2000年（平成12年） | 1,742  |
| 2005年（平成17年） | 1,710  |
| 2010年（平成22年） | 1,387  |
| 2015年（平成27年） | 1,440  |
| 2020年（令和2年）  | 1,472  |

## 学区
市立小・中学校に通う場合、学区は以下の通りとなる（2022年3月時点）。
| 丁目         | 番・番地等 | 小学校               | 中学校               |
| ------------ | ---------- | -------------------- | -------------------- |
| 浦郷町一丁目 | 全域       | 横須賀市立浦郷小学校 | 横須賀市立追浜中学校 |
| 浦郷町二丁目 | 全域       | 横須賀市立浦郷小学校 | 横須賀市立追浜中学校 |
| 浦郷町三丁目 | 全域       | 横須賀市立浦郷小学校 | 横須賀市立追浜中学校 |
| 浦郷町四丁目 | 全域       | 横須賀市立夏島小学校 | 横須賀市立追浜中学校 |
| 浦郷町五丁目 | 全域       | 横須賀市立夏島小学校 | 横須賀市立追浜中学校 |

## 事業所
2021年（令和3年）現在の経済センサス調査による事業所数と従業員数は以下の通りである。
| 丁目         | 事業所数  | 従業員数 |
| ------------ | --------- | -------- |
| 浦郷町一丁目 | 12事業所  | 167人    |
| 浦郷町二丁目 | 11事業所  | 30人     |
| 浦郷町三丁目 | 23事業所  | 162人    |
| 浦郷町四丁目 | 12事業所  | 310人    |
| 浦郷町五丁目 | 61事業所  | 2,462人  |
| 計           | 119事業所 | 3,131人  |

### 事業者数の変遷
経済センサスによる事業所数の推移。
| 年                 | 事業者数 |
| ------------------ | -------- |
| 2016年（平成28年） | 107      |
| 2021年（令和3年）  | 119      |

### 従業員数の変遷
経済センサスによる従業員数の推移。
| 年                 | 従業員数 |
| ------------------ | -------- |
| 2016年（平成28年） | 2,732    |
| 2021年（令和3年）  | 3,131    |

## 施設
- 横須賀浦郷郵便局[15]
- 京急ストア スパーク浦郷店[16]

## その他

### 日本郵便
- 郵便番号 : 237-0062[2]（集配局 : 田浦郵便局[17]）。